# Лихтенфельд, Ими
Эмрих «Имре» Лихтенфельд (ивр. אימריך “אימי” ליכטנפלד‎), также известный как Ими Лихтенфельд (словац. Imrich Lichtenfeld) и Ими Сдеор (ивр. אימי שדאור‎, 26 мая 1910 — 9 января 1998) — израильский и словацкий мастер боевых искусств, основатель боевого искусства крав-мага.

## Биография
Родился 26 мая 1910 года в семье венгерских евреев в Будапеште. Детство провёл в Братиславе, куда переехала его семья. Отец — Самуэль Лихтенфельд, начальник братиславской полиции и бывший цирковой акробат. Эмрих учился в гимназии «Геркулес», которая принадлежала его отцу и где он преподавал самооборону. Был успешным боксёром, борцом и гимнастом, членом словацкой сборной по борьбе. Среди его титулов — чемпион Словакии 1928 года среди юношей, чемпион Словакии 1929 года в лёгком и среднем весе 1929 года, победитель национального турнира по боксу и международного турнира по гимнастике.
С конца 1930-х годов в Словакии (и в особенности, в Братиславе) начались антисемитские выступления, к большей части которых была причастна Глинкова словацкая народная партия. Лихтенфельд участвовал в организации отпора радикальным националистам, придя к выводу, что спорт имеет мало общего с реальным боем. Так Лихтенфельд начал разрабатывать систему самообороны в условиях, представляющих угрозу жизни. В 1935 году он вместе с группой еврейских борцов приехал в Палестину принять участие в Маккабиаде, но из-за перелома ребра, полученного на тренировке, снялся с соревнований. Позже Лихтенфельд, основываясь на этом негативном опыте, выработал важнейший принцип крав-мага «Не навреди себе». По возвращении в Чехословакию Лихтенфельд столкнулся с возросшей антисемитской агрессией и создал группу молодых еврейских граждан, которые занимались защитой их общины от нападок радикальных националистов. На улицах Лихтенфельд не раз участвовал в жестоких стычках, на собственном опыте узнавая большую разницу между спортивными единоборствами и уличными драками, и усвоил принцип «естественных движений и реакций» в защите, соединённых с немедленными и решительными атакующими приёмами. Отсюда же в крав-мага появились переработанная теория об одновременной обороне и атаке, а также положение «не занимать обе руки в одном и том же защитном приёме».
В 1940 году Лихтенфельд покинул территорию марионеточной Словакии и нелегально отправился на судне «Пенчо» в Палестину, но у Додеканесских островов в Эгейском море судно потерпело кораблекрушение. В 1942 году он всё-таки выбрался в Палестину, предварительно отслужив в 11-м чехословацком пехотном батальоне в Северной Африке, подчинявшемся британским войскам. Руководство «Хаганы» признало боевое мастерство и изобретательность Лихтенфельда, и в 1944 году он начал заниматься обучением бойцов «Хаганы», «Пальяма», «Пальмаха» и местной полиции — в программу входили тесты на физподготовку, плавание, борьба, приёмы нападения и защиты при ножевом бое и многое другое.
В 1948 году, когда Израиль появился на карте мира, а вместе с ним и Армия обороны Израиля, Лихтенфельд был назначен Главным инструктором по физической подготовке и боевому искусству крав-мага в Школе боевой подготовки АОИ. В израильской армии Лихтенфельд прослужил почти 20 лет, за это время разработав и доведя до идеала свой уникальный метод самообороны и рукопашного боя.  В 1964 году Лихтенфельд вышел в отставку и занялся модификацией крав-мага для нужд полицейских и обычных граждан. Таким образом, приёмами крав-мага мог овладеть любой человек — мужчина, женщина, ребёнок или старик — и применить их в опасной для жизни ситуации. В Тель-Авиве и Нетании появились два учебных центра стараниями Лихтенфельда, а сам он занимался обучением будущих инструкторов, аккредитованных лично Лихтенфельдом и Министерством образования Израиля. 22 октября 1978 года была основана Израильская ассоциация крав-мага, а в 1995 году — Международная федерация крав-мага.
Лихтенфельд скончался 9 января 1998 года в Нетании в возрасте 87 лет. Ими Лихтенфельд захоронен на кладбище Нетании Шикун Ватиким в секторе פ.